# Station Marrum-Westernijkerk

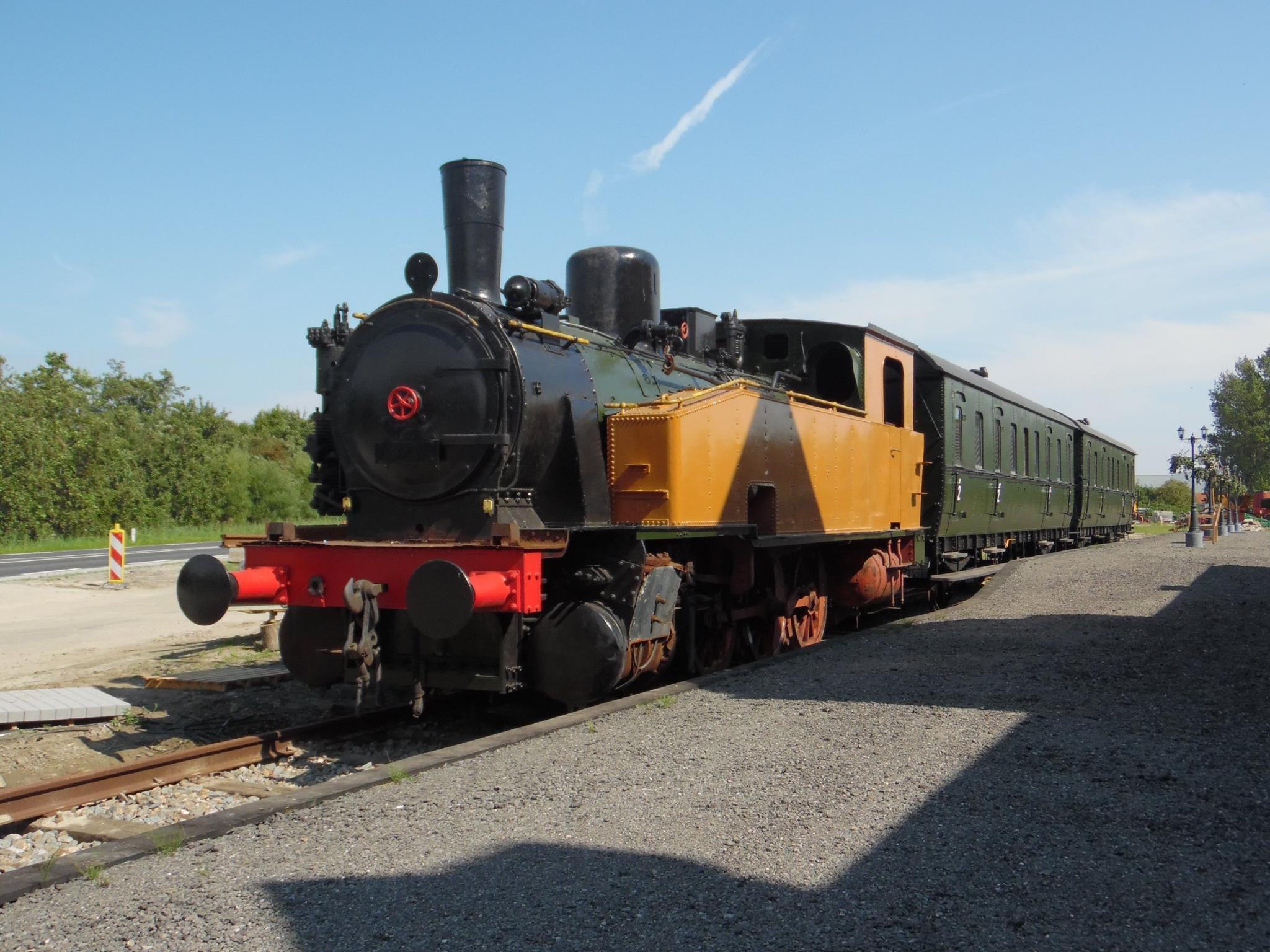
De opbouw van de Pannekoektrein in 2014

Station Marrum-Westernijkerk is een voormalig spoorwegstation bij Marrum en Westernijkerk in de Nederlandse provincie Friesland. De halte lag aan de spoorlijn Leeuwarden-Dokkum (Dokkumer lokaaltje) van de NFLS. De halte, met als afkorting Mrm, werd geopend op 22 april 1901 en werd op 1 december 1940 opgeheven. Het stationsgebouw bestaat nog steeds. Het is in 2003 in opdracht van de gemeente Ferwerderadeel ingrijpend gerestaureerd, waarbij het exterieur is teruggebracht in de oorspronkelijke jugendstil. De restauratie is medegefinancierd door het Europees Oriëntatie- en Garantiefonds voor de Landbouw.
Dit station is gebouwd naar het stationsontwerp met de naam Standaardtype NFLS, die voornamelijk werd gebruikt voor verschillende spoorwegstations in Friesland. Het station in Marrum-Westernijkerk viel binnen het type NFLS 2e klasse.
Het voormalige station bevindt zich aan de Stasjonswei 24. In 2015 werd in het voormalige station pannenkoekenrestaurant De Pannekoektrein geopend. Hiervoor werden enkele rijtuigen en een stoomlocomotief op de heraangelegde sporen en aan de perrons geplaatst waarin de pannenkoeken worden geserveerd. Anno 2025 kan men er ook overnachten in de slaaptrein, in oude donderbus rijtuigen afkomstig uit Duitsland, gebouwd rond 1913. 